# Corporação Vilania
Corporação Vilania (em inglês, Villainy, Incorporated) é uma equipe de personagens fictícias criminosas inimigas da Mulher-Maravilha, publicadas em histórias em quadrinhos pela editora estado-unidense - DC Comics. Criada por William Moulton Marston como uma equipe de super-vilãs inimigas da Mulher Maravilha, a primeira aventura foi na revista 
Wonder Woman #28 (vol. 1), março-abril de 1948.[carece de fontes?]

## Origens ficcionais

### Pré-Crise
Inimigas da Mulher Maravilha, as vilãs cumpriam sentenças penais na Ilha da Transformação (colônia penal das amazonas), quando foram libertas pela ardilosa saturniana Maligna. As vilãs conseguem prender as amazonas e a Mulher-Maravilha, que são salvas pela ex-prisioneira Irene. Mas nem todas vilãs são presas, algumas escapam para invocar o poder da chama-rubra (que pode controlar a mente das pessoas) e outras utilizam uma máquina de involução para transformar humanos em macacos.  O grupo era composto das seguintes vilãs:
- Maligna (em inglês Eviless).
- Giganta - Uma gorila evoluída para mulher pelo Professor Zool.
- Rainha Cléa de Atlantis - rainha da Atlântida
- Byrna Brilhante (em inglês Blue Snowman) - Uma mulher que se veste como um homem e que usa sua invenção, a neve azul que causa precipitações de gelo.
- Doutora Veneno (em inglês Doctor Poison) -  alter ego da Princesa Maru, vilã nazista de origem japonesa.
- Hypnota - Hipnotizadora que usa roupas de homem
- Zara - Sacerdotisa da Chama Rubra.
- Cheetah (Priscilla Rich)

### Pós-Crise
A Rainha Cléa roubou o Tridente de Poseidon e o usou para abrir uma brecha dimensional para o mundo de Skartaris. Lá, Cléa e a nova Corporação da Vilania. puderam usar suas habilidades especiais usando seus poderes para derrotar Travis Morgan, o Guerreiro, e sua filha feiticeira Jennifer, tomando controle da antiga cidade de Shamballah. A Mulher-Maravilha que havia sido transportada inadvertidamente para Skartaris por Tempest, lidera seus habitantes contra a Corporação da Vilania e liberta-os da tirania de Cléa. Os participantes são:
- Giganta: Capaz de crescer até atingir dezenas de metros de altura.
- Cyborgirl: Uma ciborgue
- Rainha Cléa: A monarca atlante
- Jinx: Uma poderosa feiticeira
- Trindade: Três faces com poder sobre o tempo, o caos e a guerra
- Doutora Veneno: A sádica criadora do Vírus Pandora.